# Шпенглер, Карл
Карл Шпенглер (нем. Carl Spengler; 30 июня 1860, Давос — 15 сентября 1937, Давос) — швейцарский фтизиатр. Сын Александра Шпенглера.
Изучал медицину в университетах Тюбингена, Гейдельберга и Цюриха, учился в том числе у Роберта Коха. В 1884 г. защитил диссертацию «О наследственных причинах множественного экзостоза» (нем. Über die Erblichkeit der multipler Exostosen).
Вслед за своим отцом занимался преимущественно лечением туберкулёза. Разработал операцию торакопластики, был одним из пионеров противотуберкулёзной вакцинации. Избранные труды Шпенглера вышли в 1911 году и включали также ряд работ по лечению сифилиса (нем. Tuberkulose und Syphilis Arbeiten).
В 1923 году Шпенглер стал одним из инициаторов проведения в Давосе хоккейного турнира, который в дальнейшем стал носить его имя (Кубок Шпенглера).